# Aires protégées du Canada

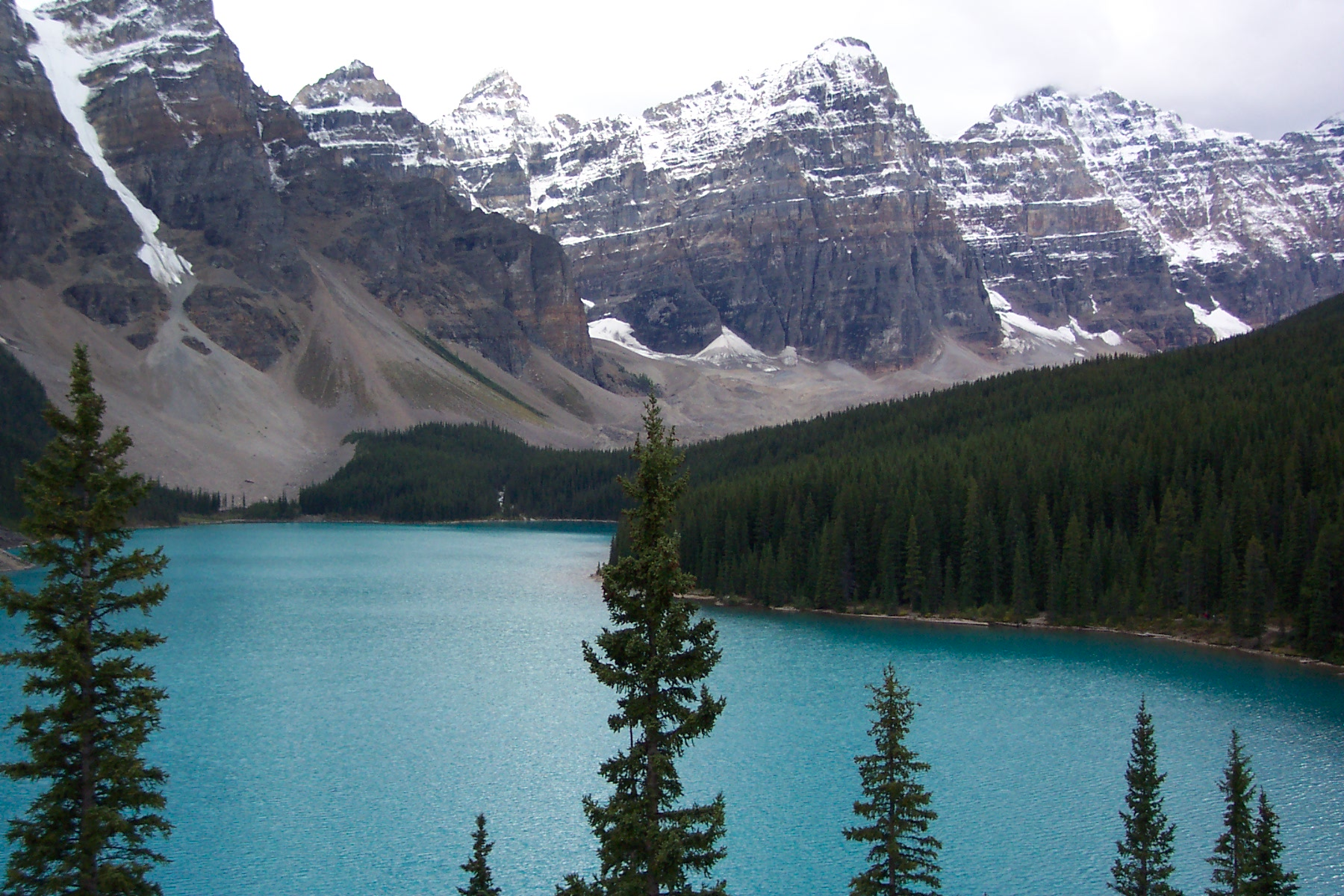
Lac Moraine dans le parc national Banff

Le Canada possède plusieurs aires protégées qui sont protégées principalement par quatre sources : le gouvernement fédéral, les provinces, les municipalités et certains organismes privés. La première aire protégée du Canada fut le parc national Banff en 1885, suivi par le refuge d'oiseaux du lac de la Dernière-Montagne en 1887. Quant aux provinces, le premier parc provincial fut celui d'Algonquin en 1893, suivi du Mont-Tremblant en 1894. À la fin de 2009, les 5 359 aires protégées du Canada protégeaient 1 000 491 km2, soit 9,89 % du territoire.

## Histoire
La première aire protégée du Canada fut le parc national de Banff, créé en 1885. Il fut créé dans le but de protéger des sources thermales sur le versant est des Rocheuses.

## Niveau fédéral
Le Canada comporte sept types d'aires protégées réparties en trois ministères. Le ministère de l'Environnement, par l'entremise de l'agence Parcs Canada est gestionnaire des parcs nationaux, des réserves de parcs nationaux, des aires marines nationales de conservation et des sites canadiens. Il gère aussi par le biais du service canadien de la faune, qui est quant à lui responsable des réserves nationales de faune et des refuges d'oiseaux migrateurs. Le ministère des Pêches et des Océans administre les zones de protection marine, et finalement le ministère des Transports, de l'Infrastructure et des Collectivités, contrôle les parcs de la région de la capitale du Canada par le biais de la Commission de la capitale nationale.
Bien qu'elle ne comprenne que 10 % des aires protégées, celle-ci représente pour 50 % du territoire couvert par celles-ci.

### Aires marines nationales de conservation
D'un statut comparable à celui des parcs nationaux, les aires marines nationales de conservation (AMNC) visent la protection des 29 régions marines du Canada. Il y a 3 AMNC, soit Fathom Five, le Lac-Supérieur et le Saguenay–Saint-Laurent. Le parc marin Saguenay–Saint-Laurent est géré conjointement par le gouvernement fédéral et le Québec.

### Parcs nationaux
Les parcs nationaux du Canada visent la protection et la mise en valeur des éléments représentatifs et exceptionnels des 39 régions naturelles du Canada. Ils sont de tailles très variées allant de 9 km2 pour le parc national des Îles-du-Saint-Laurent à 45 000 km2 pour le parc national Wood Buffalo. Ces parcs visent autant l'accès du public que la préservation des écosystèmes.

### Refuges d'oiseaux migrateurs

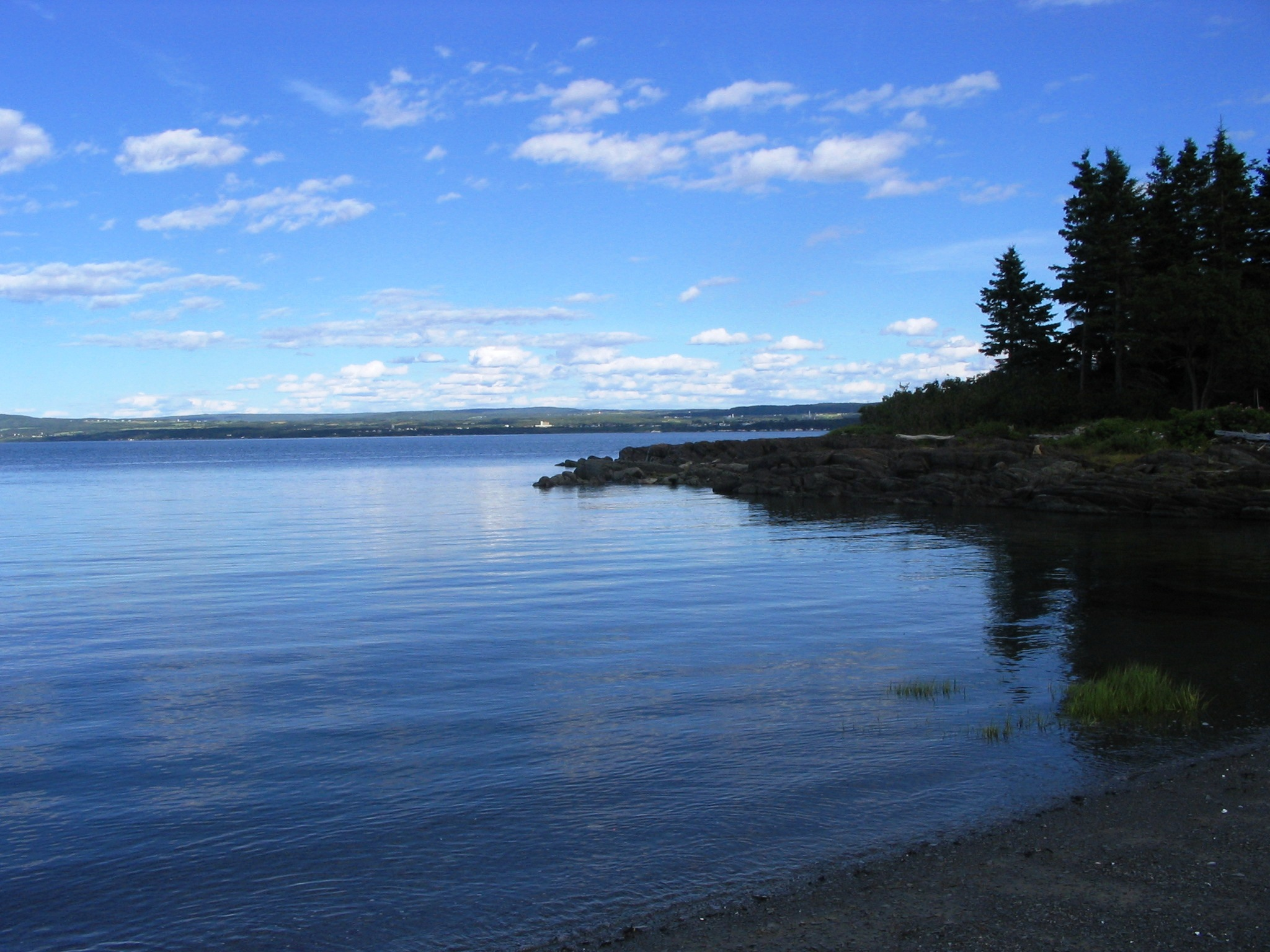
Refuge d'oiseaux de l'Île aux Basques

Les refuges d'oiseaux migrateurs (ROM) ont pour fonction de protéger les habitats utilisés par les oiseaux migrateurs. Ils protègent à la fois des escales ou des aires de nidification. Ils couvrent plus de 112 000 km2 de territoire. Ces territoires sont régis par la loi sur la Convention concernant les oiseaux migrateurs. Le plus grand refuge, le refuge d'oiseaux du Golfe Reine-Maud, couvre 61 765 km2. Le plus vieux ROM, le refuge d'oiseaux du lac de la Dernière-Montagne, date de 1887 et est le plus vieux refuge ornithologique d'Amérique du Nord.

### Réserves marines de faune
Comme les réserves nationales de faune, les réserves marines de faune visent la protection d'habitat d'espèces en péril. La principale différence avec les réserves nationales de faune est que ceux-ci protègent des habitats marins. Bien que la loi permette ce statut depuis 1993, aucune RMF a été créée à ce jour.

### Réserves nationales de faune

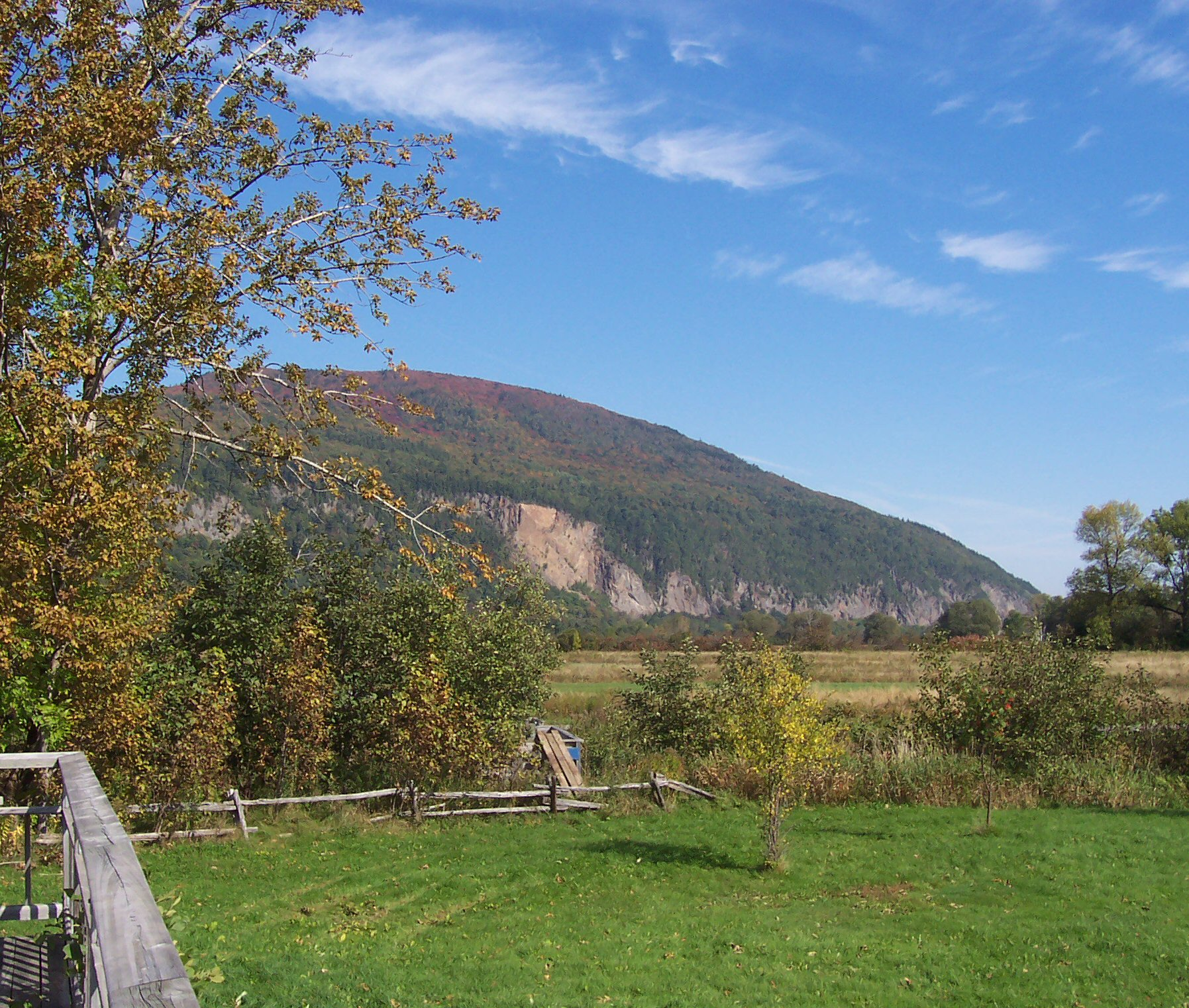
Réserve nationale de faune du cap Tourmente

Les réserves nationales de faune sont des territoires créés en vertu de la loi sur les espèces sauvages du Canada qui vise la protection d'habitats d'espèces rares ou peu communes. Elles protègent environ 5 290 km2. La plus grande réserve est la réserve nationale de faune du Col-Polar-Bear, qui couvre 2 675 km2.

### Site canadien
Il n'y a actuellement qu'un seul site canadien au pays, le site canadien des Pingos (16 km2). Les sites canadiens ont pour but à l'origine de protéger des caractéristiques naturelles particulières considérées comme remarquables, exceptionnelles, particulières ou rares au pays. Elles constituaient des entités isolées d'intérêt scientifique. Cependant le programme visant à créer d'autres de ces sites n'a jamais été établi.

### Zones de protection marine
Les zones de protection marine sont des aires marines protégées ayant pour but de protéger et conserver des habitats importants pour les poissons et les mammifères marins, les espèces menacées, les habitats uniques et les zones de forte productivité biologique ou de grande biodiversité. Elles sont gérées par Pêches et Océans Canada. Il y 7 zones de protection marine au Canada.

## Niveau provincial
Tous les provinces et territoires possèdent un réseau d'aires protégées. Les dénominations les plus courantes sont les parcs provinciaux et les réserves écologiques. Les aires provinciales, bien qu'elles représentent 50 % des aires protégées du Canada, ne couvrent que la moitié du territoire de celles-ci.

## Niveau de protection
| Province ou territoire    | Catégorie de l'UICN | Catégorie de l'UICN | Catégorie de l'UICN | Catégorie de l'UICN | Catégorie de l'UICN | Catégorie de l'UICN | Catégorie de l'UICN | Total   |
| Province ou territoire    | Ia                  | Ib                  | II                  | III                 | IV                  | V                   | VI                  | Total   |
| ------------------------- | ------------------- | ------------------- | ------------------- | ------------------- | ------------------- | ------------------- | ------------------- | ------- |
| Alberta                   | 0,05 %              | 3,31 %              | 8,81 %              | 0,01 %              | 0,07 %              | 0,01 %              | 0,16 %              | 12,42 % |
| Colombie-Britannique      | 0,17 %              | 6,25 %              | 7,93 %              | 0,06 %              | 0,25 %              | 0,00 %              | 0,03 %              | 14,68 % |
| Île-du-Prince-Édouard     |                     |                     | 0,61 %              | 0,58 %              | 1,74 %              | 0,01 %              |                     | 2,94 %  |
| Manitoba                  | 0,04 %              | 3,63 %              | 5,11 %              | 0,03 %              | 0,03 %              | 0,25 %              |                     | 8,84 %  |
| Nouveau-Brunswick         | 0,05 %              | 0,10 %              | 2,95 %              | 0,01 %              | 0,02 %              |                     | 0,03 %              | 3,16 %  |
| Nouvelle-Écosse           | 0,15 %              | 5,72 %              | 2,46 %              |                     | 0,04 %              |                     | 0,02 %              | 8,39 %  |
| Nunavut                   | 0,15 %              | 5,32 %              | 5,43 %              |                     |                     | 0,01 %              |                     | 10,90 % |
| Ontario                   | 0,11 %              | 4,50 %              | 5,26 %              | 0,01 %              | 0,00 %              |                     | 0,01 %              | 9,84 %  |
| Québec                    | 0,10 %              |                     | 2,43 %              | 4,07 %              | 0,19 %              |                     | 0,24 %              | 8,14 %  |
| Saskatchewan              | 0,25 %              | 1,48 %              | 1,76 %              |                     | 0,34 %              | 1,09 %              | 2,81 %              | 7,74 %  |
| Terre-Neuve-et-Labrador   | 0,00 %              | 0,98 %              | 3,24 %              | 0,00 %              |                     |                     | 0,39 %              | 3,16 %  |
| Territoires du Nord-Ouest | 0,01 %              | 3,19 %              | 5,17 %              | 0,12 %              |                     | 0,07 %              |                     | 8,97 %  |
| Yukon                     |                     | 1,11 %              | 9,18 %              | 0,05 %              | 1,52 %              |                     | 0,01 %              | 11,86 % |
| Total                     | 0,10 %              | 3,26 %              | 5,13 %              | 0,70 %              | 0,15 %              | 0,08 %              | 0,25 %              | 9,92 %  |

## Aires protégées par des conventions internationales

### Réserves de biosphère
Le Canada possède 18 réserves de biosphère reconnues par l'Unesco.

### Sites Ramsar
La convention de Ramsar est entrée en vigueur au Canada le 15 mai 1981.
En janvier 2020, le pays compte 37 sites Ramsar, couvrant une superficie de 130 867,67 km2.

### Patrimoine mondial
En 2019, le Canada compte 10 sites naturels et un site mixte inscrits au patrimoine mondial de l'Unesco.